# Spillville (Iowa)
Spillville es una ciudad ubicada en el condado de Winneshiek en el estado estadounidense de Iowa. En el Censo de 2010 tenía una población de 367 habitantes y una densidad poblacional de 329,53 personas por km².

## Geografía
Spillville se encuentra ubicada en las coordenadas 43°12′10″N 91°57′8″O / 43.20278, -91.95222. Según la Oficina del Censo de los Estados Unidos, Spillville tiene una superficie total de 1.11 km², de la cual 1.09 km² corresponden a tierra firme y (1.86%) 0.02 km² es agua.

## Demografía
Según el censo de 2010, había 367 personas residiendo en Spillville. La densidad de población era de 329,53 hab./km². De los 367 habitantes, Spillville estaba compuesto por el 96.46% blancos, el 0.27% eran afroamericanos, el 0.27% eran amerindios, el 0% eran asiáticos, el 0% eran isleños del Pacífico, el 3% eran de otras razas y el 0% pertenecían a dos o más razas. Del total de la población el 3.27% eran hispanos o latinos de cualquier raza.